# درنیک دمیرچیان
درنیک دمیرچیان (ارمنی: Դերենիկ Դեմիրճյան؛ ۶ فوریهٔ ۱۸۷۷ – ۶ دسامبر ۱۹۵۶) یک شاعر، رمان‌نویس، نمایش‌نامه‌نویس، مترجم اهل ارمنستان بود. وی عضو فرهنگستان ملی علوم ارمنستان بود.

## زندگی‌نامه
دمیرچیان در ۶ فوریه ۱۸۷۷، در آخالکالاکی در جایی که اکنون در جاواختی، جنوب گرجستان است به دنیا آمد. پس از تکمیل نمودن تحصیلات ابتدایی در تفلیس، وی عضو گروه ادبی ارامنه ورناتون شد، بدینسان نامیده می‌شد زیرا اعضای آن در طبقه پنجم سکونتگاه شاعر هوهانس تومانیان ملاقات می‌کردند. دمیرچیان اولین کتاب شعر خویش را در سال ۱۸۹۹ به چاپ رسانید؛ و سپس پس از سال‌ها در تفلیس، در سال ۱۹۲۵ در ایروان ساکن شد.
در طی دهه ۱۹۲۰ چند نمایش‌نامه از وی تهیه شد که مهم‌ترین آن‌ها «نازار شجاع» (Քաջ Նազար)، یک کمدی «ژنده پوش ثروتمند» دربارهٔ یک شخص فولکلوریک است برمبنای مجموعه ای از بیش ۶۰ منبع توسط شاعر تومانیان جمع‌آوری شده‌است. اولین اجرای نازار شجاع در سال ۱۹۲۴ بود. متعاقباً اجراهای حرفه‌ای از آن در ایروان، تفلیس و باکو تهیه شد. از آن یک اپرا و دیرتر در سال ۱۹۴۰ فیلمی ساخته شد. دمیرچیان از آن به عنوان نمایشنامه‌ای برای کودکان بزرگسان و بزرگسالان کودکسان توصیف کرده‌است.
از میانه دهه ۱۹۲۰ علاوه بر نگارش نمایش‌نامه، دمیرچیان شروع به نگارش و چاپ دیگر سبک‌های نثر شامل داستان‌های کوتاه، رمان‌ها و داستان‌های کودکان نمود؛ و قابل توجه‌ترین کار وی "واردانانک" (بخش‌های ۱ و ۲، ۴۶–۱۹۴۳، دومین ویرایش ۱۹۵۱)، یک رمان وطن‌پرست به یادماندی است که به جنگ آزادی‌خواهی ارامنه در سده ۵ میلادی اختصاص داده شده‌است.
او همچنین به عنوان یک مترجم از زبان روسی شناخته می‌شود؛ ترجمه وی از ارواح مردهٔ نیکلای گوگول دمیرچیان به فعالیت و چاپ تا زمان مرگش در ۶ دسامبر ۱۹۵۶ ادامه داد. در سال ۱۹۸۰ جایزه ادبی دولتی درنیک دمیرچیان برای نثر در ارمنستان شوروی بنیانگذاری شد. موزه خانه درنیک دمیرچیان از سال ۱۹۷۷ در شهر ایروان فعالیت می‌کند، خانه‌ای که وی بین سال‌های ۱۹۲۹ تا ۱۹۵۶ در آنجا زندگی می‌کرد
او به عنوان حامی حقوق انسان‌ها شناخته می‌شد. او مؤلف «سرزمین پدری» (۱۹۳۹)، «مسروپ ماشتوتس» (۱۹۵۶) و سایر کتاب‌ها می‌باشد. در سال ۱۹۵۳ به عضویت «فرهنگستان علوم جمهوری سوسیالیستی ارمنستان شوروی» برگزیده شد.
درنیک در آرامستان مرکزی ایروان (توخماخ) به خاک سپرده شده‌است.

## جوایز
وی برنده جوایزی همچون چهره هنری شایسته ارمنستان شوروی، نشان لنین، نشان پرچم سرخ کار شده‌است.

## نمایشنامه‌ها
- Nazar the Brave (Քաջ Նազար), ۱۹۱۲ نازار شجاع
- Vasak, ۱۹۱۴ واساک
- National Disgrace (Ազգային Խայտառակություն), ۱۹۱۹ رسوایی ملی
- Judgement (Դատաստան), ۱۹۲۲
- The Song of Victorious Love (Հաղթական Սիրո Երգը), ۱۹۲۷ ترانه عشق پیروز
- Phosphoric Ray (Ֆոսֆորային Շող), ۱۹۳۲ اشعه فسفری
- Captain (Կապիտան), ۱۹۳۸ کاپیتان
- Fatherland (Երկիր Հայրենի), ۱۹۴۱ سرزمین پدری
- Wealthy Hovhannes (Մեծատուն Հովհաննես) هووهانس ثروتمند
- Napoleon Korkotyan
- Comrades (Ընկերները) دوستان